# Jasmine Todd
Jasmine Todd (ur. 23 grudnia 1993) – amerykańska lekkoatletka specjalizująca się w biegach sprinterskich oraz w skoku w dal.
W 2015 roku zdobyła srebrny medal mistrzostw świata w Pekinie w sztafecie 4 × 100 metrów.
Rekordy życiowe: bieg na 100 metrów – 10,92 (26 czerwca 2015, Eugene) / 10,86w (26 czerwca 2015, Eugene); bieg na 200 metrów – 22,89 (16 maja 2015, Los Angeles); skok w dal – 6,84 (27 czerwca 2015, Eugene).

## Osiągnięcia
| Rok  | Impreza                  | Miejsce  | Konkurencja        | Pozycja           | Wynik |
| ---- | ------------------------ | -------- | ------------------ | ----------------- | ----- |
| 2015 | Mistrzostwa świata       | Pekin    | bieg na 100 m      | półfinał          | 11,21 |
| 2015 | Mistrzostwa świata       | Pekin    | sztafeta 4 × 100 m | 2. miejsce        | 41,68 |
| 2015 | Mistrzostwa świata       | Pekin    | skok w dal         | el. – 19. miejsce | 6,52  |
| 2019 | Mecz Europa – USA        | Mińsk    | skok w dal         | 6. miejsce        | 6,42  |
| 2019 | Mistrzostwa świata       | Doha     | skok w dal         | el. – 14. miejsce | 6,51  |
| 2023 | Igrzyska panamerykańskie | Santiago | skok w dal         | –                 | NM    |